# Galga

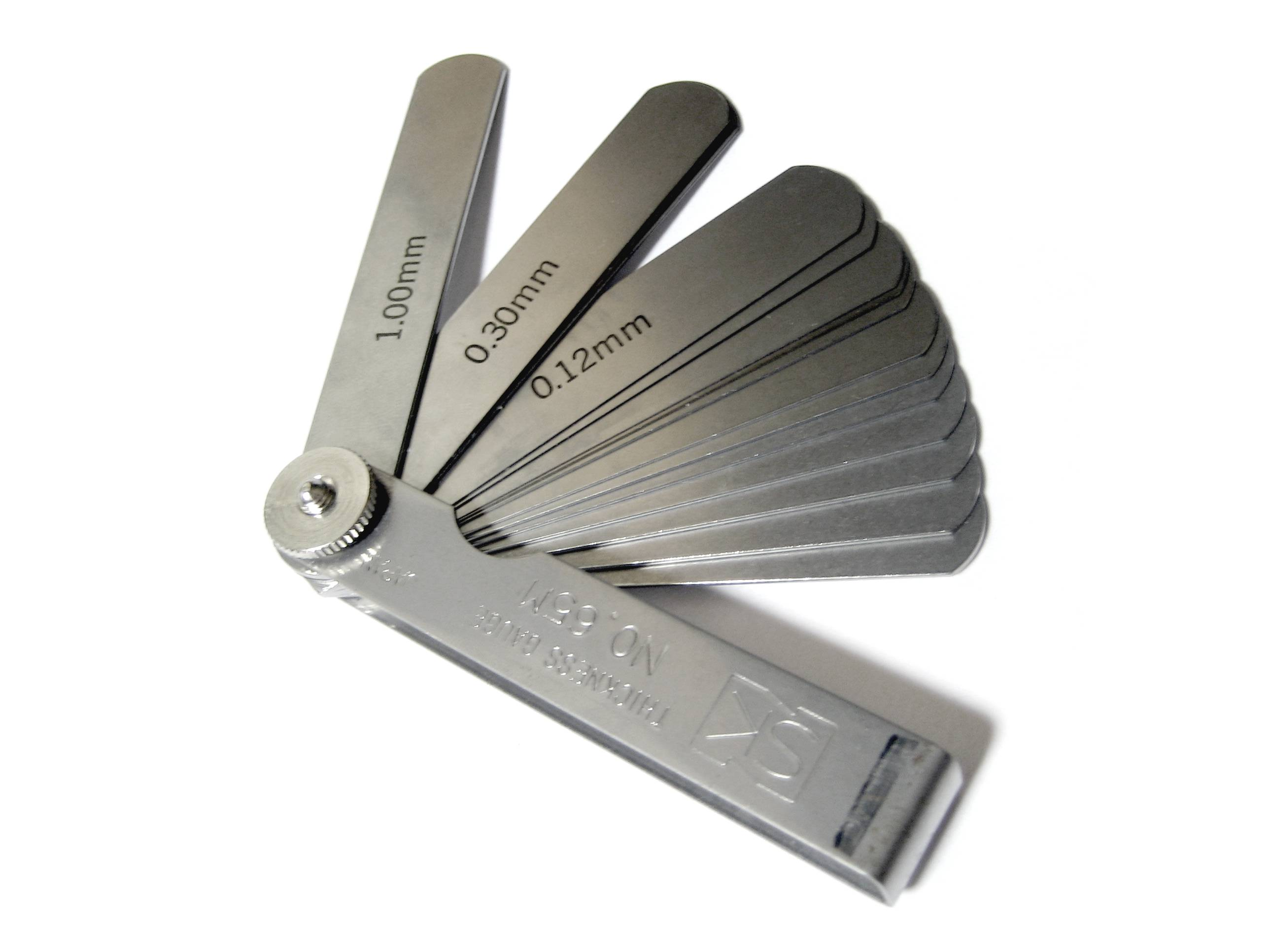
Galgues de gruix.

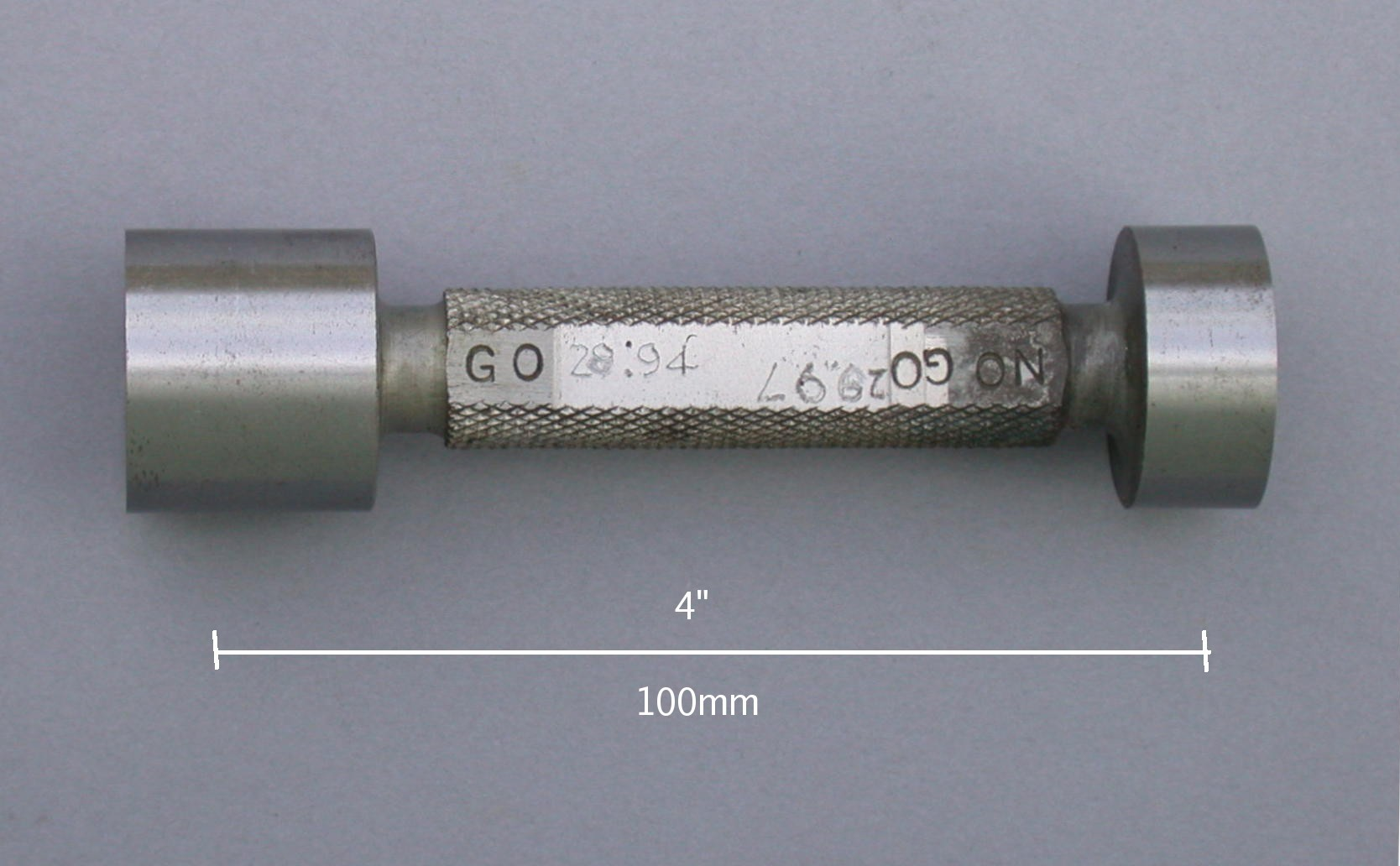
Galga de forats.

Una galga o calibre fix és un instrument de verificació que es fa servir en la mecanització de peces per comprovar les cotes de les peces fabricades en sèrie amb la tolerància de fabricació autoritzada. La galga també és una unitat de mesura utilitzada per indicar el gruix de materials molt prims o extremadament fins. La galga és del gruix de l'objecte en micròmetres multiplicat per 4. Així per exemple, direm que una làmina de polietilè que té un gruix de 25 micres (0,025 mm.) és Galga 100. Una micra és la mil·lèsima part d'un mil·límetre, és a dir 0,001 mm.

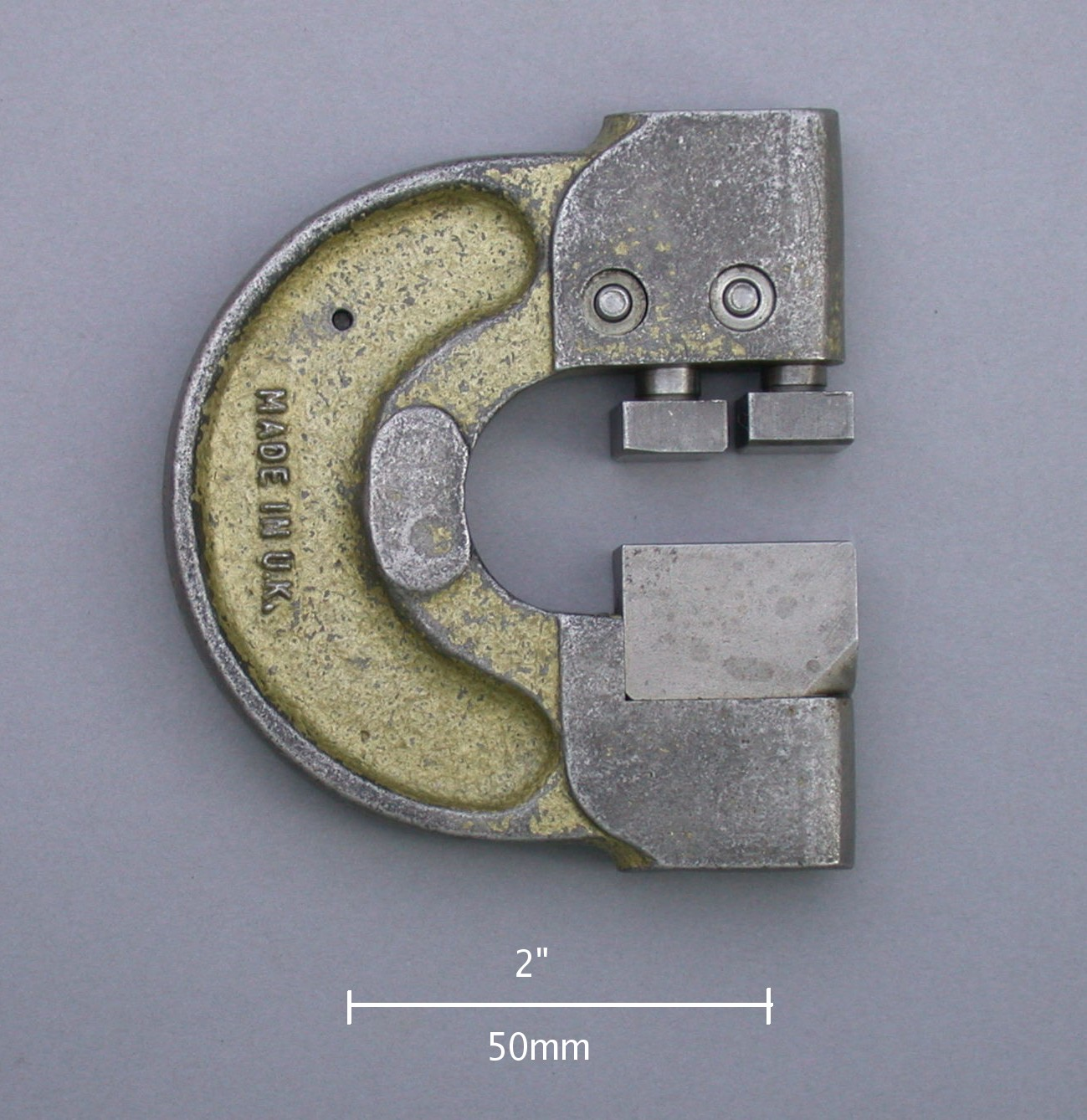
Galga per verificar eixos.

Les galgues estan formades per un mànec de subjecció i dos elements de mesura, on una mesura correspon al valor màxim de la cota a mesurar, i s'anomena NO PASSA, i l'altra mesura correspon al valor mínim de la cota a mesurar i s'anomena PASSA. Les galgues són d'acer temperat i rectificat amb una gran precisió d'execució.
Per verificar partides grans de peces de precisió cal un lloc on la temperatura estigui regulada a 20 °C per evitar errors de mesura doguts a la dilatació dels materials a altres temperatures. Per ajustar calibres i micròmetres així com galgues graduables, s'utilitza un joc de galgues-patró.

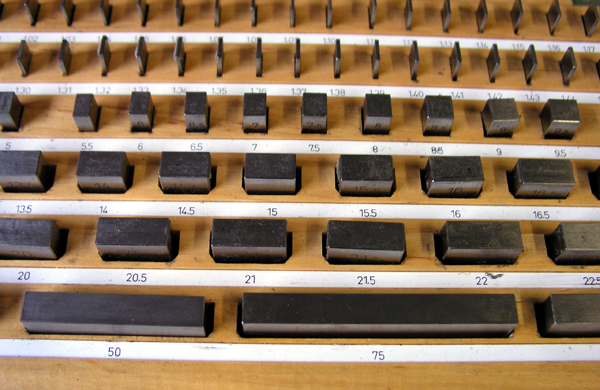
Joc de galgues-patró de gruix

## Tipus de galgues
Segons siguin les característiques de la cota a mesurar existeixen diferents tipus de galgues:
- Per verificar diàmetres de forats s'utilitzen tampons PASSA i NO PASSA.
- Per mesurar radis es fa servir una galga per a radis o de filet. En aquest tipus de galga l'usuari posa a contra llum la peça al costat de la galga, per veure si el radi coincideix. Si s'escapa la llum en algun lloc llavors es procedirà a corregir-se.
- Per verificar diàmetres d'eixos o cotes externes s'utilitzen galgues de ferradura PASSA - NO PASSA.
- Per a rosques s'utilitzen eixos roscats PASSA - NO PASSA.
- Per verificar forats cònics s'utilitzen tampons cònics amb la indicació de profunditat màxima.
- Per verificar eixos cònics s'utilitzen acoblaments cònics amb la indicació de profunditat màxima.